# МПТ6

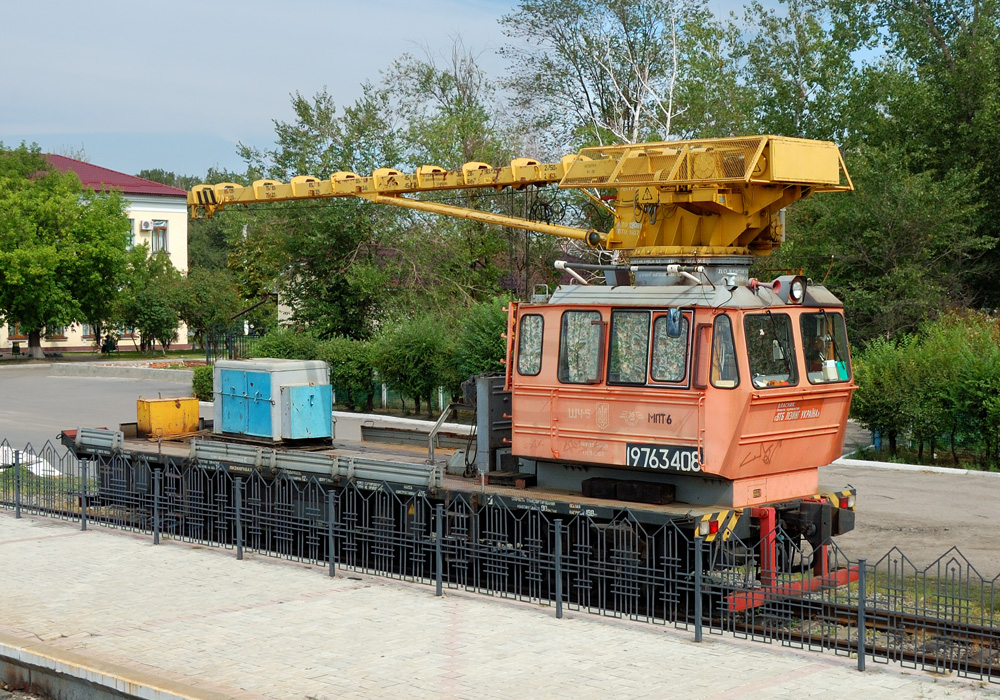
МПТ6-340, г. Харьков

МПТ6 — мотовоз погрузочно-транспортный — самоходный двухосный экипаж с двигателем внутреннего сгорания. Данный вид машины относится к категории путевой техники для служб пути. Используется как машина для текущего содержания железнодорожного пути, а также как тяговая и маневровая единица. От предшественника, МПТ4, отличается установкой дизеля под рамой, что высвобождает место на платформе.

## Производитель
ОАО «Тихорецкий машиностроительный завод им. В. В. Воровского»

## Назначение
- погрузка, выгрузка и перевозка грузов на собственной платформе;
- перевозка грузов на прицепных платформах;
- перевозка длинномерных грузов, в том числе и рельсов длиной 25 м на собственной и прицепной платформах;
- перевозка рабочих бригад к месту работ;
- проведение маневровых работ на станционных путях;
- проведение сварочных работ в полевых условиях;
- очистка путей от снега;
- питание электроэнергией 380/220 В, 50 Гц — потребителей, в том числе освещения в полевых условиях;
- питание сжатым воздухом потребителей (8 атм.);
- использование в качестве головной машины в составе комплекса для текущего содержания пути.

## Технические характеристики
| Мощность силовой установки, кВт                                         | 220         |
| Нагрузка прицепная максимальная на площадке, кН                         | 4000        |
| Скорость конструкционная на площадке max, км/ч                          | 100+10      |
| Технологическая скорость (тихий ход), км/час                            | от 0 до 5   |
| Грузоподъемность, т:                                                    |             |
| - собственной платформы                                                 | 8           |
| Крана грузоподъемного максимальная c дополнительными опорами на вылете: |             |
| - максимальном                                                          | 2,0         |
| - от 1,8 до 3 м                                                         | 6,3         |
| - без дополнительных опор на вылетах, max / min                         | 0,9 / 5,0   |
| Вылет грузоподъёмного крана, м:                                         |             |
| - максимальный                                                          | 8,5         |
| - минимальный                                                           | 2,0         |
| Высота подъема грузового крюка от уровня верха головок рельсов, м, max  | 4,0         |
| Габаритные размеры, мм:                                                 |             |
| - длина по осям автосцепок                                              | 13170       |
| - ширина (для колеи 1520 мм)                                            | 3320        |
| - высота (для колеи 1520 мм)                                            | 5280        |
| - база                                                                  | 7000        |
| Масса конструктивная, не более, т                                       | 32,0        |
| Ширина колеи, мм                                                        | 1520 (1435) |
| Пассажировместимость, чел                                               | 10          |

## Модификации
МПТ-6Э : с электроприводом;
МПТ-6 исп. 2 : двухкабинный вариант со съёмной автономной дорожной мастерской, оснащённой инструментом и станками;
МПТ-6 исп. 3 : телескопический кран грузоподъемностью 5 т;
МПТ-6 исп. 4 : пассажировместимость 22 чел.;
МПТ-6 исп. 5 : с электромеханической трансмиссией.